# キモ・キンヌネン
キモ・キンヌネン（Kimmo Kinnunen、1968年3月31日 - ）は、フィンランドの陸上競技選手。専門はやり投。アーネコスキ（Äänekoski）出身。1991年世界陸上競技選手権東京大会男子やり投優勝者。1968年メキシコシティーオリンピック男子やり投銀メダリストであり元世界記録保持者のヨルマ・キンヌネンを父に持ち、コーチとして指導を受けた。身長187cm、98kg。
世界陸上競技選手権シュトゥットガルト大会やり投でヤン・ゼレズニーに次ぐ2位となったほか、1992年バルセロナオリンピックやり投で4位、アトランタオリンピックで7位の成績を残した。1991年8月26日、世界陸上競技選手権東京大会の1投目において90m82を記録し優勝した。また同年フィンランドのスポーツ記者がその年活躍した自国のスポーツ選手を選出する賞、フィンランド年間最優秀スポーツ選手賞（Finnish Sports Personality of the Year）を受賞した。これは1998年にミカ・ハッキネン、2005年にはヤンネ・アホネンが受賞するなどした歴史を持つ賞である。
キンヌネンが世界選手権を制した1991年は、1986年に行なわれたやりの飛距離を抑える規格変更以降に始まった、製造各社による競争が顕在化した年である。国際陸上競技連盟はやりの性能向上に対応する統一的なルール改定を翌1992年に見送り、飛距離の出るやりを使用した選手が競った結果、セポ・ラテュが96m96の世界新記録を出すなど世界記録は7m以上更新した。対応が後手に回った国際陸上競技連盟は世界選手権後の11月、やりに問題があったとしてラテュの世界記録を抹消している。キンヌネンの世界選手権を制した記録である90m82も現在は公認されておらず、1999年8月にセイナヨキで記録した85m96が国際陸上競技連盟公式サイト上に自己記録として残されている。

## 主な戦績
| 年度 | 大会名                       | 開催地                        | 順位 | 記録  |
| ---- | ---------------------------- | ----------------------------- | ---- | ----- |
| 1990 | ヨーロッパ陸上競技選手権大会 | スプリト（ ユーゴスラビア）   | 8位  | 79m00 |
| 1991 | 世界陸上競技選手権大会       | 東京（ 日本）                 | 優勝 | 90m82 |
| 1992 | オリンピック                 | バルセロナ（ スペイン）       | 4位  | 82m62 |
| 1993 | 世界陸上競技選手権大会       | シュトゥットガルト（ ドイツ） | 2位  | 84m78 |
| 1996 | オリンピック                 | アトランタ（ アメリカ合衆国） | 7位  | 84m02 |

## 記録
- やり投 - 85m96（1999年）